# 로버트 머리 맥체인

로버트 머리 맥체인, 자서전의 삽화

로버트 머리 맥체인(Robert Murray M'Cheyne, 1813년 5월 21일 - 1843년 3월 25일)은 스코틀랜드의 목사로서 1835년부터 1843년까지 스코틀랜드 교회를 섬겼다. 그는 에든버러에서 태어나 에든버러 대학과 Divinity Hall에서 교육받았다. 그는 1835년부터 1838년까지는 Falkirk 부근에 있는 Larbert 교구와 Dunipace 교구에서 John Bonar의 조수로 섬겼다. 그 후로는 던디의 성 베드로 교회의 목사로 일하다 29세에 발진티푸스병으로 요절했다.
그가 죽은 후 얼마 지나지 않아 그의 친구인 앤드루 보나는 맥체인의 전기를 편집하여 맥체인의 원고들과 함께 로버트 맥체인 회고록(원제: The Memoir and Remains of the Rev. Robert Murray M'Cheyne)라는 제목으로 출판하였다. 이 책은 여러 번 재판되었으며, 세계적으로 개신교에 많은 영향을 남겼다.
1839년 맥체인과 앤드루 보나는 알렉산더 블랙 목사 및 알랙산더 케이쓰 목사와 함께 유대인의 상황을 조사하는 목적으로 팔레스타인 지방으로 파견된다. 그들의 귀환 후 스코틀랜드 교회의 선교 위원회에 제출한 보고서는 ‘Narrative of a Visit to the Holy Land and Mission of Inquiry to the Jews’라는 제목으로 출판되었다. 이 보고서는 스코틀랜드 교회와 스코틀랜드 자유교회(Free Church of Scotland)에서 유대교에 대한 전도 사업을 수립하는 데 큰 영향을 끼쳤다.
맥체인은 시인이기도 했으며, 많은 저서를 남겼다. 그는 신앙심이 깊은 사람이었으며 기도의 사람이었다는 평가를 받았다. 결혼은 하지 않았다.
맥체인은 1843년 스코틀랜드 교회 분열이 일어나기 두 달 전에 사망했다. 때문에 그는 스코틀랜드 장로교의 다양한 교파에서 존경받고 있으나 그는 교회 분열의 원인이 된 에라스투스설에 대해 강한 반대 의견을 가지고 있었다.